# Cléry-en-Vexin
Cléry-en-Vexin egy község Franciaországban. Lakosainak száma 467 fő (2022. január 1.).

## Földrajza
Cléry-en-Vexin Nucourt, Banthelu, Le Bellay-en-Vexin, Guiry-en-Vexin, Magny-en-Vexin és Commeny községekkel határos.